# Enneagrama de la personalitat
L'enneagrama és una figura que agrupa la personalitat en nou estils bàsics. Els seus principals defensors són Óscar Ichazo i Claudio Naranjo. Diuen que, a més de saber com som, l'ennegrama permet conrear determinats trets del caràcter per assolir la il·luminació o el ple desenvolupament. Els seus detractors diuen que és pseudociència, que els estils són arbitraris, i que les característiques són prou àmplies perquè qualsevol pugui sentir-se identificat amb molts estils, i que varien segons la connotació que es doni a cada mot. Han sorgit unes quantes escoles a partir de l'enneagrama original, moltes d'elles enfrontades. Algunes d'elles han intentat trobar una correlació física al cervell que expliqui la predominança d'un estil o un altre, però els resultats no són concloents.

## L'enneagrama
L'enneagrama agrupa les persones en nou estils bàsics. El tret predominant prové d'una fixació de l'ego durant els primers temps de vida, és a dir, les primeres experiències marquen la persona i la seva manera de ser, de manera que veurà la vida a través d'una sèrie de pensaments fixos i conductes repetitives que el definiran com a persona. Aquesta fixació es tradueix en una passió o emoció que la reforça, de manera que els individus de cadascun dels estils tendiran a patir pel mateix defecte. Els professionals de l'enneagrama diuen que ajuden a combatre aquest defecte amb meditació i exercicis, perquè al final podria acabar en una malaltia mental.
La personalitat dominant té dues ales, influència dels estils adjacents. Per tant, algú que sigui d l'estil "u" tindrà també trets negatius o positius dels "dos" i dels "nou". Alguns crítics veuen aquí la influència de l'astrologia, amb les cases dominants i auxiliars de cada signe. Els estils també es relacionen amb els altres a través de les línies de tensió i seguretat: les línies que parteixen de cada xifra reflecteixen trets que poden sorgir en moments de seguretat o tensió (bons i mals moments) per matisar el comportament dominant.
L'enneagrama té en compte les tres tendències fonamentals de l'ésser humà: l'autoconservació, la sexualitat i la relació social. Cada estil pot desenvolupar-se en una de les tendències, no hi ha equivalència exacta entre elles. Incorpora també els símbols dels nombres i de la geometria de tradició grega i cabalística, de manera que esbrinar quin és el nostre estil és només el començament d'un camí vital (alguns denuncien la barreja de l'ocultisme i la psicologia en aquest camí).

## Estil u
La gent de l'estil u és crítica, bona o reformista. Controlen les seves emocions i es guien pels seus principis i valors, superant les dificultats. Poden ser tossuts i poc flexibles per no entendre que els altres no es moguin pels mateixos principis que ells. Alguns d'ells han patit a la infància un desig exagerat de complaure els adults que ha provocat una repressió del vincle afectiu familiar o dels seus veritables pensaments. Molts d'ells es dediquen a professions que impliquin convèncer els altres o canviar les coses, són idealistes i persuasius.
Els que tendeixen a l'autoconservació es preocupen molt per la pau interior, per sentir que són al camí correcte o per la salut. Els socials volen que el món s'adeqüi als seus principis i poden jutjar massa als altres. Els sexuals busquen una parella amb els mateixos ideals, són exigents i molt entregats. Poden tenir molta gelosia.

## Estil dos
La gent de l'estil dos són amants, ajudants i cuidadors. Accepten i ajuden els altres, tenen un altruisme natural. Necessiten sentir-se estimats pels altres i això els pot fer intentar canviar per agradar en comptes de mantenir els seus punts de vista. Valoren la llibertat i el benestar general per damunt de tot. Si tenen una ala u, tendiran a agafar aquelles feines desagraïdes que ningú no vol, per servir la comunitat.
Els autoconservadors esperen inconscientment que els altres omplin les seves necessitats afectives, igual com ells fan. Els socials són els que tenen moltes festes i molts plans, volen estar sempre ocupats amb més gent, i tenen por a la solitud o a tenir orgull. Els sexuals tenen una relació de parella molt possessiva, es caracteritzen per una entrega sense límits i una forta activitat sexual.

## Estil tres
La gent de l'estil tres són triomfadors i efectius. Es mouen per objectius, tenen una visió pràctica de la vida i poden adaptar la seva conducta a l'entorn, fruit de la confiança en els altres o d'haver après a fingir el caràcter adequat a cada ocasió. A la infància van estar sovint pressionats per assolir una meta o han tingut un model parental de força èxit (esportiu, professional...). Tenen molta esperança i senten que el món és just.
Si predomina el corrent d'autoconservació valoren molt el benestar material, poden esdevenir addictes a la feina, on busquen la promoció per damunt de tot. La branca social tendeix a valorar la gent segons com es comporta, busquen estar còmodes a tots els ambients. Els sexuals necessiten que la seva parella mostri afecte i orgull en públic i són millors durant la fase de seducció que mantenint la relació.

## Estil quatre
Els de l'estil quatre són els romàntics i els artistes. Valoren la individualitat, l'originalitat. Estan sempre a la recerca del sentit de la vida, són idealistes i sovint actuen moguts per la intuïció. Els agraden les feines creatives i no repetitives. Poden ser molt orgullosos i depressius perquè sempre estan pensant en el passat o el futur. Busquen l'equanimitat de tracte amb els altres, i ser recordats. Sovint han tingut una adolescència on se sentien molt diferents de la resta.
Els autoconservadors volen que l'ambient estigui d'acord amb les seves emocions, són els més pràctics de tots els quatres i valoren molt la bellesa. Els de tendència social són els que poden patir més sentiments d'inadaptació a l'entorn. Els sexuals tenen relacions molt intenses, que passen de l'amor a l'odi fàcilment i volen gent poc convencional al seu voltant.

## Estil cinc
La gent de l'estil és observadora, sàvia, reflexiva. Sovint pensen que la realitat té uns quants nivells de comprensió, i cerquen l'autèntic coneixement. Això, de vegades, els fa no comprometre's emocionalment, estar distants i desconfiar de les aparences. No accepten bé la crítica aliena. Poden ser callats en un grup nombrós, i poden haver tingut uns pares que els van fer poc cas. Tenen més propensió a conductes esquizoides, especialment si domina l'ala sis.
Els que tendeixen cap a l'autoconservació són els més tancats de tot l'enneagrama. Els fa por començar una relació que no valgui la pena, o perdre el temps. Són independents i els agraden les professions tècniques o manipulatives. Els socials busquen l'especialització i sovint són molt crítics amb l'entorn. Els sexuals tenen tendències artístiques.

## Estil sis
Els de l'estil sis són lleials, defensors de causes perdudes i molt responsables. Poden tenir molt de rancor si se senten traïts. Poden tenir una fòbia amb més probabilitat que els altres estils. Solen respectar molt les tradicions, els costa canviar. Pensen sovint en el futur. Alguns d'ells han viscut inestabilitat a casa quan eren petits, o els seus pares tenien mala relació. Els que tenen un ala cinc, són els més previsors de tots, s'avancen al perill, mentre que els que tenen un ala set són més espontanis.
Els autoconservadors són els més reticents al canvi i a les noves experiències, són territorials i valoren molt la família. Poden aguantar molt de temps una situació poc sana, com el maltractament o una feina que els causi estrès. Els socials busquen activitats en equip i es preocupen molt per l'ambient general però poden ser molt indecisos. Els sexuals tendeixen a tenir conductes de fetitxisme i busquen relacions de confiança plena, perquè no toleren la decepció.

## Estil set
La gent de l'estil set sembla alegre i aventurera, volen la felicitat i l'emoció per damunt de tot. Poden ser inconstants, superficials i tendir a la histèria. Valoren la diversitat i les noves experiències. De vegades venen de famílies poc segures emocionalment, o han hagut de fer d'adults abans d'hora. Són optimistes i carismàtics, amb molta autoestima.
Els autoconservadors poden amagar els seus defectes i problemes per assolir la felicitat. Els socials tenen molts amics, els agrada fer coses contínuament. Els sexuals tenen unes relacions basades en la passió, l'experimentació i el poc compromís, encara que de vegades el busquin desesperadament.

## Estil vuit
Els de l'estil vuit són líders i protectors dels altres, són persones fortes que sovint busquen activitats que els donin poder. Afronten les dificultats i són treballadors, però de vegades es poden deixar portar per la ràbia o per l'excés. Moltes persones que han patit abusos acaben sent de l'estil vuit. Són dominants i viuen la vida intensament. Tenen un gran sentit de la justícia i defugen les situacions on són febles, perquè els costa acceptar l'ajuda que els donen.
Els autoconservadors poden ser molt egoistes. Valoren l'àmbit domèstic i treballen fins a l'addicció. Els socials valoren molt l'amistat veritable, són entregats i fan distincions precises en els seus afectes. Tenen sentiments de protecció cap als altres fàcilment i els agrada debatre i parlar. Els sexuals solen tenir sentit de la ironia, són entregats i gelosos, volen controlar les seves parelles.

## Estil nou
Els de l'estil nou són els mediadors nats, els que busquen la pau arreu. Són emocionalment estables i calmats i tenen una forta empatia cap als altres. Tendeixen a evitar el conflicte, fins i tot a costa dels seus interessos, i els costa acceptar els canvis a la pròpia vida (no a la dels altres). Són indecisos i força amables. De joves poden haver estat en un ambient molt inestable, per això han reaccionat buscant l'harmonia arreu.
Els autoconservadors tendeixen a la passivitat, accepten tot de cara enfora i demanen seguretat material. Els socials són el punt d'unió dels grups, els que fomenten l'activitat comuna, i els que dilueixen les crítiques dels altres, aquells que escolten per damunt de tot. Els sexuals tendeixen a demanar relacions sense baralles, segures, encara que caiguin en la rutina.